# Движение Мария да Фонте
«Мария да Фонте» (порт. Movimento Maria da Fonte) — португальское антикоммунистическое, антимарксистское движение середины 1970-х годов. Действовало преимущественно в северных районах страны. Опиралось на консервативное крестьянство под эгидой католического духовенства. Активно участвовало в столкновениях «Жаркого лета» 1975 года, широко применяло насильственные методы политической борьбы. Сыграло важную роль в контрнаступлении правых сил.

## Название как историческая параллель
Мария да Фонте (по другим данным — Мария Луиза Балайо либо Мария Анжелика ди Симаеш) — реальное историческое лицо, хотя точных и достоверных сведений о ней не сохранилось. Известно, что в 1846 году она возглавляла крестьянское католическое восстание. Родом Мария была из северного района Фонтаркада, принадлежащего к округу Брага. Возможно, это собирательное имя группы женщин из повстанческого движения.
Восстание Марии да Фонте — развившееся в т. н. «Революцию Минью» — было направлено против правительства Кошты Кабрала, проводившего политику государственного централизма и нарушавшего католические обычаи. Образ воинствующей католички Марии, сражающейся за свободу и справедливость, был близок настроениям консервативных крестьян северной Португалии 1975 года. Революционные власти Лиссабона с их коммуно-социалистической политикой ассоциировались с антинародным правительством Кошты Кабрала.

## Нарастание общественно-политической напряжённости
Правительство Вашку Гонсалвиша, компартия и ультралевое крыло ДВС проводили после сентября 1974 политику последовательной советизации. Оппозиционные настроения подавлялись произвольными арестами. Усиливалась административная централизация, в том числе в финансовой сфере (что также напоминало о временах Кошты Кабрала). Правые политические активисты и католическое духовенство, прежде всего архиепархии Браги, призывали к сопротивлению.
25 апреля 1975 года в Португалии прошли выборы в Учредительное собрание. Их итоги показали преобладание умеренных социалистов (СП Мариу Соареша), либералов (НДП Франсишку Са Карнейру) и консерваторов (СДЦ Диогу Фрейташа ду Амарала), которые в совокупности собрали более 70 % голосов. Коммунисты получили лишь 12 %, однако правительство Гонсалвиша, выступавшее в альянсе с партией Алвару Куньяла, продолжало прежнюю политику. Через национализацию промышленности, транспорта, банков экономика ставилась под контроль леворадикальных военных и ПКП. Унифицировалось профсоюзное движение под коммунистическим контролем. На юге началась коллективизация с прямым военным давлением. Оппозиционные партии выступали с протестами, однако правящий Революционный совет выразил доверие Гонсалвишу. На следующий день, 13 июля 1975 года Брагу охватила волна антикоммунистических протестов погромного характера.

## Основание и особенности движения
Инициаторами создания движения «Мария да Фонте» выступили известный журналист Вальдемар Парадела ди Абреу и каноник собора Браги Эдуарду Мелу Пейшоту, лидер антикоммунистических сил Северного региона Португалии.

Север был страной мелких фермеров и мелких предпринимателей, самостоятельных собственников. Рабочий класс Севера был занят не на крупных предприятиях, а на небольших фабриках, разбросанных по полям. И эта страна столкнулась с Югом государственных служащих, латифундий и крупных компаний — собственности старых семейств, охраняемых диктатурой и национализированных революцией. Яростные независимые сообщества объединились вокруг традиционных религиозных авторитетов. Летом 1975 года эти люди под звон колоколов вышли на улицы, чтобы бросить вызов лиссабонскому коммунизму. Это случилось не в первый раз — многие тогда вспомнили 1846 год, народный антиналоговый бунт Марии да Фонте против Кошты Кабрала.

Решение принималось в июле 1975 на совещании правых активистов под председательством Мелу. Финансовое и организационное содействие оказал специалист по тайным операциям Жорже Жардин. Было получено согласие и поддержка архиепископа Браги Франсишку Мария да Сильвы.

Парадела ди Абреу тайно встретился с Франсишку Мария да Сильвой. Архиепископ согласился поставить церковь на службу большому проекту антикоммунистической борьбы. Кафедральный собор каноника Мелу поддержал восстание. В следующие недели по северу Португалии прошли огнём и мечом.

К этому времени в Португалии уже действовали радикальные антикоммунистические организации и правооппозиционные партии. Основной базой их влияния являлись именно северные районы. Однако движение «Мария да Фонте» существенно отличалось от них.
Главное отличие от террористических ЭЛП и МДЛП заключалось в массовости и демонстративности. С другой стороны, нелегальный характер и ориентация на силовые методы отличали «Мария да Фонте» от НДП и СДЦ. Кроме того, если в «Армии освобождения» и «Демократическом движении» состояли в основном правоориентированные военные, бывшие сотрудники ПИДЕ и убеждённые салазаристы, то в «Мария да Фонте» объединялись прежде аполитичные граждане, обычно крестьяне, приверженные антикоммунизму, традиционному консерватизму и католицизму.

Здесь собрались не военные, не спецслужбисты, а крестьяне северного региона Португалии. Латифундий на севере не было, в деревнях жили единоличники, добрые католики, прихожане собора Браги. Которых прокоммунистическое правительство вознамерилось кооперировать, закрыв при этом церкви. И крестьяне — по-настоящему скреплённые духовно в католических приходах — нашли на это ответ. В духе почитаемой из поколения в поколение Марии да Фонте.

Движение не имело единой идеологии и партийной программы. Среди его участников были и социалисты, и будущие члены крйне правого MIRN Каулзы ди Арриаги. Объединяющей идеей был антикоммунизм. Выдвигались также лозунги социального католицизма и национального консерватизма. Самыми эффективными организационными центрами «структуры, готовой к войне» являлись церковные приходы — что изначально соответствовало замыслу Параделы ди Абреу и Эдуарду Мелу. Здания церквей рассматривались ими как «крепости», колокола — как «радиопередатчики», крестьянские дворы — как «базы снабжения», священники — как агитаторы и организаторы борьбы.

## Правое наступление — акции и итоги
В июле-августе 1975 движение «Мария да Фонте» совершило до сотни массовых силовых акций против ПКП и прокоммунистических организаций. Атакам подвергались прежде всего местные партийные представительства. Офисы коммунистов подвергались разгромам и поджогам, эти акции движения проводились в тесной координации с МДЛП. Одновременно во всех крупных городах севера и отчасти центра — Браге, Брагансе, Ламегу, Вила-Реале, Коимбре, Авейру, Виана-ду-Каштелу — прошли католические демонстрации под антикоммунистическими и антиправительственными лозунгами. Столкновения произошли в Порту, докатились до Лиссабона.
Боевиками «Мария да Фонте» были не только крестьяне, но и многие горожане. Отдельная силовая группа состояла из трёхсот фабричных рабочих. Особо привлекались бывшие солдаты колониальной войны в Африке.

«Мария да Фонте» находила вдохновение даже в красных идеологиях, с которыми сражалась. По заветам Мао, религиозная армия была в народе как рыба в воде.

Наряду с силовыми акциями «Мария да Фонте» вела интенсивную массовую агитацию. В приходах распространялись тысячи листовок и памфлетов, адаптированных к восприятию крестьянами. Бесперебойно работала радиостанция движения. Передавались не только проповеди и политические призывы, но и песни (иногда в традиционном стиле фаду), также однозначного содержания: «Уходи, Куньял! Не возвращайся негодяй! Из-за вас, предатели, русские за бесценок пьют наше вино!» Среди вожаков и агитаторов были не только священники и политические активисты, но и популярные певцы фаду, особенно Жуан Брага, один из основателей движения.
Постоянно звучали обращения к христианским образам: поджоги коммунистических офисов объявлялись «благодатным огнём», перед выходом на акции произносились католические девизы. Подчёркивался атеистический характер коммунизма как силы, враждебной христианству, и антинациональный характер ПКП как «партии лакеев Москвы».
Движение приобрело такой размах, что руководитель оперативно-боевого отдела МДЛП капитан Калван предлагал Параделе ди Абреу провозгласить на контролируемых территориях севера альтернативное государственное образование — «Свободную Отчизну». Позитивно отзывался о «Марии да Фонте» командующий Северным военным округом генерал Антониу Пиреш Велозу.
10 августа 1975 года архиепископ Франсишку Мария да Сильва произнёс в соборе Браги политизированную антикоммунистическую проповедь (подготовленную при участии каноника Мелу). Тысячи прихожан двинулись к местной штаб-квартире ПКП, атаковали и сожгли помещение. Это событие явилось кульминацией португальского «Жаркого лета».

Парадела был в восторге: «Нет такой силы, чтобы могла нас победить!»

Массовые антикоммунистические выступления в сочетании с партийно-политической активностью и серией терактов антикоммунистического подполье изменили соотношение сил в стране. В Движении вооружённых сил укрепилась правое крыло. События 25 ноября 1975 года развернули вправо политический процесс. Перспектива коммунизации перестала быть актуальной. С 1976 года деятельность «Мария да Фонте» постепенно прекратилась.